# Virus (album de Heavenly)
Pour les articles homonymes, voir Virus (homonymie).
Albums de Heavenly
Dust To Dust
(2004) Carpe Diem
(2009)
Virus est le quatrième album de Heavenly sorti le 21 septembre 2006 sous le label Noise Records.
Toutes les paroles sont écrits par Ben Sotto.

## Listes des titres
1. The Dark Memories – (6:07)
2. Spill Blood On Fire – (5:17)
3. Virus – (6:16)
4. The Power & Fury – (6:03)
5. Wasted Time – (5:56)
6. Bravery In The Field – (5:52)
7. Liberty – (5:30)
8. When The Rain Begins To Fall – (4:17)
9. The Prince Of The World– (5:17)
10. The Joker (bonus Japon) – (3:54)
11. Spill Blood On Fire - Version Japonaise (bonus Japon) – 5:17

## Membres
- Ben Sotto : Chant
- Charley Corbiaux : Guitare
- Olivier Lapauze : Guitare
- Matthieu Plana : Basse
- Thomas Das Neves : Batterie